# Bettie Wilson
Bettie Wilson (née Rutherford ; 13 septembre 1890 – 13 février 2006) était une supercentenaire américaine dont l'âge a été vérifié par le Groupe de recherche en gérontologie et qui, à sa mort, était la troisième personne la plus âgée au monde, derrière Maria Capovilla et Elizabeth Bolden.

## Biographie
Bettie Antry Rutherford est née le 13 septembre 1890 dans le Mississippi. Fille d'esclaves, elle était la cadette d'une fratrie de neuf enfants.
En grandissant, elle a reçu peu d'éducation formelle et a appris à lire et à écrire seule. Elle a épousé Rufus Rogers, et le couple a eu un fils avant le décès de Rufus. Elle a ensuite épousé le révérend Dewey Wilson en 1922, et le couple a eu deux enfants. Ils restèrent mariés pendant 72 ans, jusqu'à sa mort à l'âge de 93 ans.
Dans ses dernières années, Wilson fut interviewée par l'Université du Mississippi et l'Université d'État de Géorgie, et ses souvenirs font désormais partie des archives d'histoire orale de l'Université du Mississippi à Oxford. La canne de Wilson aurait été sculptée à la main par des esclaves. Elle figurait dans l'ouvrage La Sagesse des plus vieux du monde de Jerry Friedman, paru en 2005.
Son beau-frère, Roma Wilson l'aîné (1910-2018), vécut jusqu'à 107 ans.
Bettie Wilson décéda d'une insuffisance cardiaque congestive le 13 février 2006. Elle laissa derrière elle son fils Willie Rogers (1908-2008), décédé en octobre 2008, six jours seulement avant son 100e anniversaire. Son décès est survenu trois jours seulement avant celui d'une autre supercentenaire du Mississippi, Susie Gibson, décédée le 16 février, également à l'âge de 115 ans.